# La Época (Madrid)
La Época fue un periódico conservador vespertino, publicado en la ciudad española de Madrid entre 1849 y 1936.

## Historia
1849-1870
Editado en Madrid, se imprimió primero en el establecimiento tipográfico de Aguirre y Compañía. Hacia 1870 lo hacía en la imprenta de J. Juanes y Compañía. El primer número del periódico, fundado por Diego Coello y Quesada, apareció el 1 de abril de 1849, con cuatro páginas. El 4 de mayo de 1852 dejó de publicarse, en su reaparición, el 18 de junio del mismo año, cambió su título por el de La Época Actual, que conservaría hasta el 30 de junio, periodo durante el cual no se ocupó de asuntos políticos. Volvió a dejar de publicarse entre el 27 de junio y el 4 de julio de 1854. Fue dirigido en sus primeras dos décadas por Ramón de Navarrete, Diego Coello y Quesada, Francisco de Paula Madrazo e Ignacio Escobar. Colaboraron en estos primeros años como redactores nombres como los de Agustín Aguirre, Pedro Antonio de Alarcón, José Bisso, Diego Bravo y Destouet, Aquiles Campuzano, Zacarías Casabal, Manuel Fernández Manrique, José Lorenzo Figueroa, Antonio Flores, José Girón, José María Goizueta, Salvador López Guijarro, Francisco de Paula Madrazo, Joaquín Maldonado Macanaz, Carlos Navarro Rodrigo, Julio Nombela, Juan Pérez de Guzmán, Jacobo Rebollo y Manuel María de Santa Ana.
1870-1936

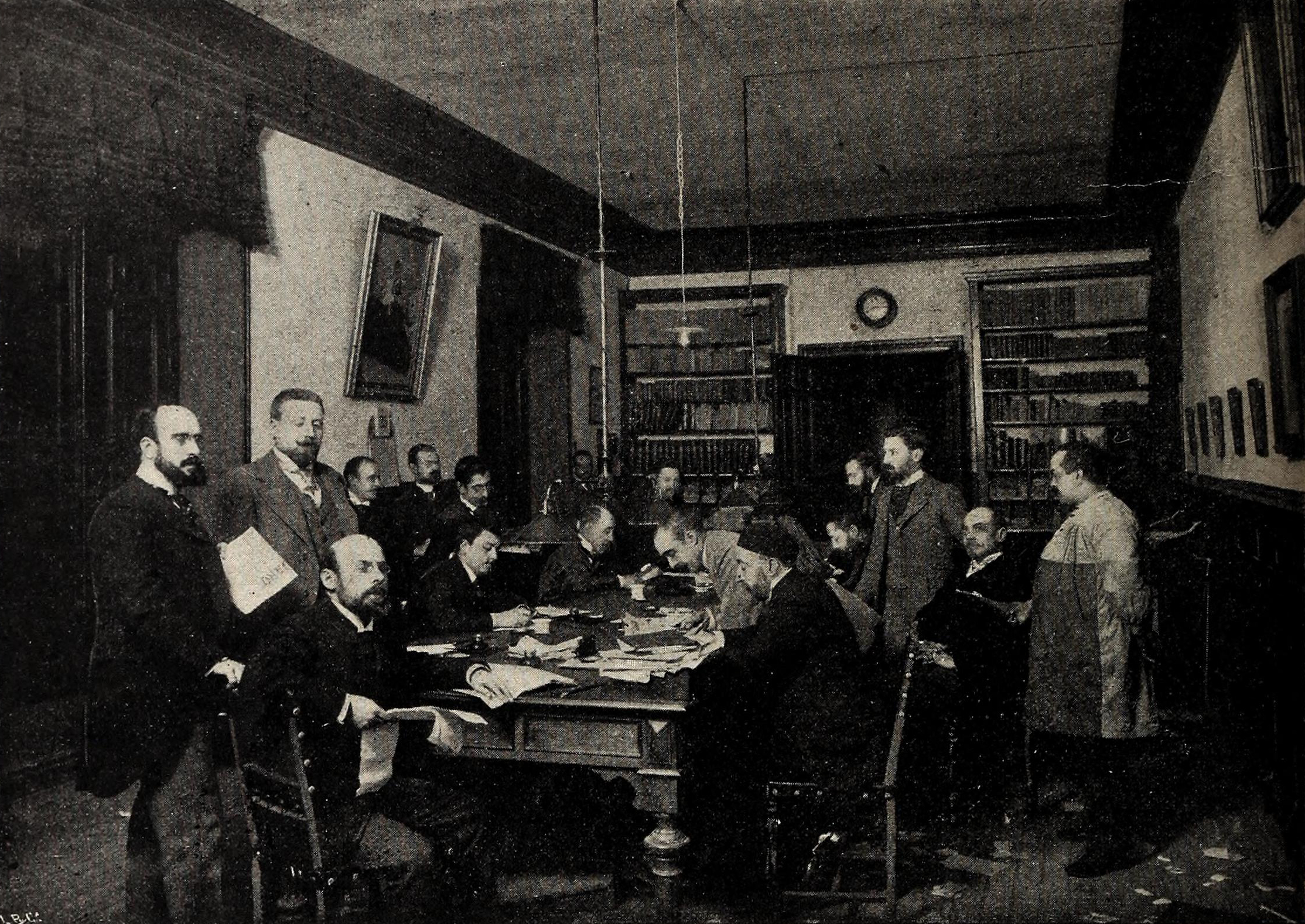
Redacción de La Época en 1896. Aparecen en la foto, entre otros, el director Alfredo Escobar y Ramírez, Manuel Tello, Antonio Peña y Goñi, Eduardo Gómez de Baquero y Carlos Fernández Shaw.

La propiedad quedó al completo en manos del amigo de Coello Ignacio José Escobar y López Hermoso (1823-1887), que lo dirigirá hasta 1887, quedando definitivamente esta cabecera en manos de su familia. Sus jefes de redacción fueron Manuel Tello (1866-1884), el crítico Eduardo Gómez de Baquero, "Andrenio" (1884-1893), el diplomático Jerónimo Bécker (1893-1923) y Francisco Pérez Mateos, conocido como León Roch (1923-1927). Este último escribió la historia del diario en 75 años de periodismo (Madrid, 1922). Mariano Marfil actuará seguidamente y hasta 1933 como jefe de su redacción y director en efectivo. Tras el estallido de la Guerra Civil en 1936, fue incautado y en sus talleres se pasó a imprimir con periodicidad diaria El Sindicalista, órgano de expresión del Partido Sindicalista de Ángel Pestaña.

## Ideología
Vinculado al conservadurismo, Eugenio Hartzenbusch e Hiriart describe su filiación política en sus primeras dos décadas en clave de «periódico de la Unión Liberal», posteriormente afín al Partido Moderado y, después de la Revolución de Septiembre, alfonsino.